# Acanthogonatus centralis
Espèce
Acanthogonatus centralis est une espèce d'araignées mygalomorphes de la famille des Pycnothelidae.

## Distribution
Cette espèce est endémique d'Argentine,. Elle se rencontre dans les provinces de Buenos Aires, de Cordoba, de San Luis et de San Juan.

## Description
Le mâle holotype mesure 12,62 mm et la femelle paratype 15,02 mm.

## Publication originale
- Goloboff, 1995 : A revision of the South American spiders of the family Nemesiidae (Araneae, Mygalomorphae). Part 1: species from Peru, Chile, Argentina, and Uruguay. Bulletin of the American Museum of Natural History, no 224, p. 1-189 (texte intégral).